# Lutjanus dodecacanthoides
Lutjanus dodecacanthoides es una especie de peces de la familia Lutjanidae en el orden de los Perciformes.

## Morfología
• Los machos pueden llegar alcanzar los 30 cm de longitud total.

## Hábitat
Es un pez de mar de clima tropical y asociado a los  arrecifes de coral que vive hasta 30 m de profundidad.

## Distribución geográfica
Se encuentran en Indonesia, las Filipinas y Taiwán.